# بريندا هولواي
بريندا هولواي (بالإنجليزية: Brenda Holloway)‏ هي موسيقية ومغنية مؤلفة أمريكية، ولدت في 21 يونيو 1946 في أتاساديرو في الولايات المتحدة.

## وصلات خارجية
- بريندا هولواي على موقع IMDb (الإنجليزية)
- بريندا هولواي على موقع ميوزك برينز (الإنجليزية)
- بريندا هولواي على موقع إن إن دي بي (الإنجليزية)
- بريندا هولواي على موقع أول ميوزيك (الإنجليزية)
- بريندا هولواي على موقع ديسكوغز (الإنجليزية)